# Zapotèque de Yatzachi
Le zapotèque de Yatzachi (ou zapotèque de Villa Alta) est une variété de la langue zapotèque parlée dans l'État de Oaxaca, au Mexique.

## Localisation géographique
Le zapotèque de Yatzachi est parlé dans les villes de San Baltazar Yatzachi el Bajo (en), San Baltazar Yatzachi el Alto (sv), Xoochixtepec, Yohueche, Zoochina, Santiago Zoochila (en) et Santa María Yalina (en), dans le nord du centre de l'État de Oaxaca, au Mexique,.

## Intelligibilité avec les variétés du zapotèque
Les locuteurs du zapotèque de Yatzachi ont une intelligibilité de 90 % du zapotèque de Zoogocho, de 85 % du zapotèque de Cajonos et du zapotèque de Yalálag et quelque peu du zapotèque de Tabaa.

## Utilisation
Les locuteurs du zapotèque de Yatzachi l'ayant comme langue maternelle ont un taux d'alphabétisation de 30 % et de 78 % s'ils l'ont appris en tant que langue seconde. Ils utilisent également l'espagnol. Il existe un dictionnaire et des ouvrages de grammaire.

## Écriture
| a | b | c | cw | ch | c̱h | d | e | ə | f | g | gw | i | j | jw | k | l | ḻ | ll | m | n | ṉ | ñ | o | p | q | r | rr | s | š | t | u | v | x | x̱ | y | z | ž | ꞌ |